# Cinnamomum iners
Cinnamomum iners Reinw. ex Blume – gatunek rośliny z rodziny wawrzynowatych (Lauraceae Juss.). Występuje naturalnie na Sri Lance, w Indiach, Bangladeszu, Mjanmie, Tajlandii, Laosie, Kambodży, Wietnamie, Malezji, Indonezji, na Filipinach oraz południowych Chinach (w południowym Junnanie, południowo-zachodnim Kuangsi oraz południowo-wschodnim Tybecie). 

## Morfologia

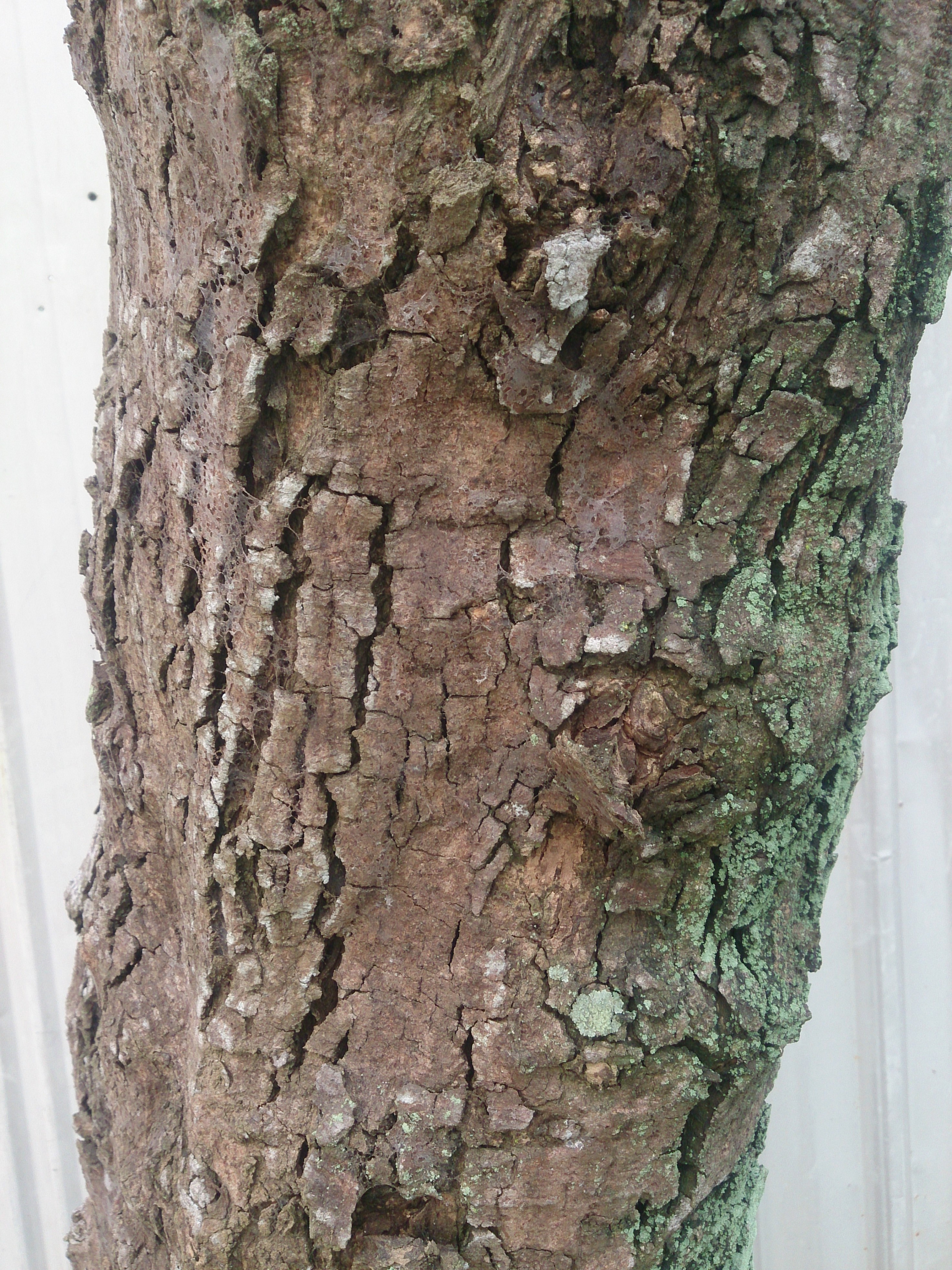
Pień

PokrójZimozielone drzewo dorastające do 20 m wysokości. Gałęzie są mocne, nagie.
LiściePrawie naprzeciwległe. Mają kształt od owalnego do eliptycznego. Mierzą 12–35 cm długości oraz 6–8,5 cm szerokości. Są nagie. Nasada liścia jest klinowa. Blaszka liściowa jest o tępym wierzchołku. Ogonek liściowy jest mniej lub bardziej owłosiony, ma brązowoczerwonawą barwę i dorasta do 10–30 mm długości.
KwiatySą niepozorne, obupłciowe, owłosione, zebrane w silnie rozgałęzione wiechy o owłosionych osiach, rozwijają się w kątach pędów lub na ich szczytach. Kwiatostany dorastają do 6–26 cm długości.
OwoceMają jajowaty kształt, osiągają 10 mm długości i 7 mm szerokości.

## Biologia i ekologia
Rośnie w wilgotnych lasach oraz zaroślach. Występuje na wysokości do 1000 m n.p.m. Kwitnie i owocuje od marca do czerwca.